# Orenco B
Orenco B – prototypowy amerykański samolot myśliwski zaprojektowany i zbudowany na zamówienie Aviation Section, U.S. Signal Corps (poprzednika dzisiejszego United States Air Force) w zakładach Orenco w 1917. Był to jeden z pierwszych myśliwców zbudowanych w Stanach Zjednoczonych. Samolot nie wszedł do produkcji seryjnej.

## Tło historyczne
W momencie wejście Stanów Zjednoczonych do I wojny światowej 6 kwietnia 1916 ówczesna Armia Amerykańska (Aviation Section, Signal Corps była częścią Armii, Siły Powietrzne Stanów Zjednoczonych jako osobny i niezależny rodzaj sił zbrojnych powstały dopiero po II wojnie światowej) nie miała na stanie żadnego samolotu myśliwskiego, w czasie wojny amerykańskie dywizjony wyposażone były w samoloty francuskie i brytyjskie. 1 maja 1916 dowództwo Armii wystosowało zamówienie na „samolot dostosowany do walki i pościgu za wrogimi samolotami”. Samolot miał być uzbrojony w dwa karabiny maszynowe, a napęd miał stanowić silnik o mocy 100-150 koni mechanicznych. Ówczesna amerykańska doktryna bojowa w użyciu lotnictwa była pod bardzo silnym francuskim wpływem na co wskazywał fakt, że wymagane osiągi samolotu były podane w systemie metrycznym, a nie w używanych do tej pory w Stanach Zjednoczonych jednostkach imperialnych. W odpowiedzi na zamówienie Armii powstało kilka projektów i prototypów wybudowanych w różnych firmach ale do końca wojny nie udało się rozpocząć produkcji żadnego rodzimego amerykańskiego myśliwca.
Jednym z samolotów, które wówczas powstały, był Orenco B.

## Opis konstrukcji
Orenco B był jednosilnikowym, jednomiejscowym myśliwcem o konstrukcji drewnianej krytej płótnem. Samolot miał stałe, dwukołowe podwozie z płozą ogonową. Napęd samolotu stanowił silnik rotacyjny typu Gnome 9N o mocy 165 KM z drewnianym, dwupłatowym śmigłem.
Samolot miał nietypowe uzbrojenie składające się z trzech karabinów maszynowych z czego dwa karabiny były umieszczone pod dolnym skrzydłem i strzelały poza kręgiem śmigła. Takie umieszczenie karabinów pozwoliło zrezygnować z synchronizatora co zwiększyło ich szybkostrzelność.

## Historia
Samolot został zaprojektowany przez członka francuskiej misji wojskowej Etienne'a Dormoya i zbudowany w zakładach Ordnance Engineering Company. Napęd samolotu stanowił silnik Gnome 9N, planowano wówczas rozpocząć produkcję seryjną tego silnika w Stanach Zjednoczonych do czego jednak nie doszło.
13 grudnia 1917 Armia zamówiła cztery samoloty (numery seryjne 33760 – 33763) ale zbudowano tylko jeden egzemplarz tego samolotu. Ostatecznie rząd amerykański zadecydował aby dla potrzeb Armii zamówić zagraniczne myśliwce, zamówiono jednak pięć następnych samolotów od Orenco w nieco zmienionej wersji Orenco C ze słabszym silnikiem i zmienioną konstrukcją skrzydeł. Orenco C używane były jako samoloty szkolne.
Niektóre źródła określają Orenco B jako „pierwszy amerykański samolot pościgowy” ale jak wspomniano wyżej samolot był zaprojektowany przez Francuza, a wcześniej od niego powstał inny myśliwiec Thomas-Morse MB-1.

## Literatura przedmiotu
- Herbert Molloy Mason: The United States Air Force: A Turbulent History. Van Nostrand Reinhold, 1976. ISBN 0-442-80354-0. Brak numerów stron w książce